# Гімро Ігор Георгійович
Ігор Георгійович Гімро (нар. 4 червня 1957) — радянський та український футболіст, півзахисник, по завершенні кар'єри — футбольний тренер.

## Життєпис
Вихованець томського футболу, тренер — Микола Павлович Юров. Дорослу кар'єру розпочав у 1976 році в складі томського «Торпедо» у другій лізі, провів у команді три сезони й зіграв понад 100 матчів. У 1979 році перейшов у кемеровський «Кузбас», який грав у першій лізі. Потім близько 10 років виступав за інші клуби першої ліги — одеський СКА, «Металург» (Запоріжжя), «Колос» (Нікополь). У складі «Металурга» зіграв 193 матчі в першій лізі, а у всіх турнірах — понад 200. У «Колосі» провів понад 100 матчів, у деяких з них у 1988-1989 роках виходив на поле з капітанською пов'язкою. Разом з «Колосом» за підсумками сезону 1988 року вилетів з першої ліги.
Всього в першостях СРСР зіграв понад 500 матчів, з них у першій лізі — 360 поєдинків. У Кубку СРСР зіграв 34 матчі й відзначився 3-а голами, найкращим досягненням стала участь в матчі 1/4 фіналу сезону 1986/87 років проти московського «Динамо».
У 1990-ті роки грав за клуби нижчих дивізіонів Німеччини. У 1999 році повернувся в Запоріжжя та виступав у другій лізі України за місцеві клуби «Віктор» і «СДЮШОР-Металург». Завершив професіональну кар'єру в 42-річному віці.
Близько 10 років працював тренером в системі запорізького «Металурга», в тому числі з квітня 2007 року по кінець 2008 року очолював «Металург-2». Станом на 2018 рік працював адміністратором відродженого «Металурга». Брав участь в матчах ветеранів.